# Ольнуа-сюр-Сей
Ольнуа́-сюр-Сей (фр. Aulnois-sur-Seille) — коммуна на северо-востоке Франции в регионе Гранд-Эст (бывший Эльзас — Шампань — Арденны — Лотарингия), департамент Мозель, округ Сарбур — Шато-Сален, кантон Сольнуа. До марта 2015 года коммуна административно входила в состав упразднённого кантона Дельм.

## Географическое положение
Ольнуа-сюр-Сей расположен в 30 км к востоку от Меца. Соседние коммуны: Тезе-Сен-Мартен и Кренкур на севере, Аленкур-ла-Кот, Пюзьё и Дельм на северо-востоке, Фосьё и Малокур-сюр-Сей на юго-востоке, Аррей-эт-Ан, Ажонкур и Шеникур на юго-западе, Летрикур и Абокур на северо-западе.
Площадь коммуны — 5,09 км², население — 256 человек (2006) с тенденцией к стабилизации: 243 человека (2013), плотность населения — 47,7 чел/км². Ранее входила в состав Лотарингии.

## Топонимика
- 1329 — Эннуа (Ennoy)
- 1334 — Ануа (Anois)
- 1915—1918 — Эрлен (Erlen)

## История
- Крепость епископата Меца XIV века, в XV веке ей владела семья Ориокур, в XVI веке — семья Армуаз.
- Шарль де Армуа, гувернёр детей герцога Леопольда Лотарингского, перестроил замок в XVIII веке.
- Маркизат в 1726 году.

## Население
Численность населения коммуны в 2008 году составляла 244 человека, в 2011 году — 237 человек, а в 2013-м — 243 человека.
| 1962 | 1968 | 1975 | 1982 | 1990 | 1999 | 2006 | 2008 | 2011 | 2013 |
| ---- | ---- | ---- | ---- | ---- | ---- | ---- | ---- | ---- | ---- |
| 221  | 235  | 213  | 205  | 214  | 249  | 256  | 244  | 237  | 243  |

Динамика населения:

## Экономика
В 2010 году из 158 человек трудоспособного возраста (от 15 до 64 лет) 133 были экономически активными, 25 — неактивными (показатель активности 84,2 %, в 1999 году — 75,4 %). Из 133 активных трудоспособных жителей работал 131 человек (67 мужчин и 64 женщины), две женщины числились безработными. Среди 25 трудоспособных неактивных граждан 14 были учениками либо студентами, 4 — пенсионерами, а ещё 7 — были неактивны в силу других причин.

## Достопримечательности (фотогалерея)
- Госпиталь ордена святого Иоанна Иерусалимского, XIII век.
- Замок Ольнуа на высоком берегу Сей, фортифицированный дом XIV века в центре коммуны, разрушен в XV веке, восстановлен в XVIII веке французским архитектором Жерменом Бофраном.

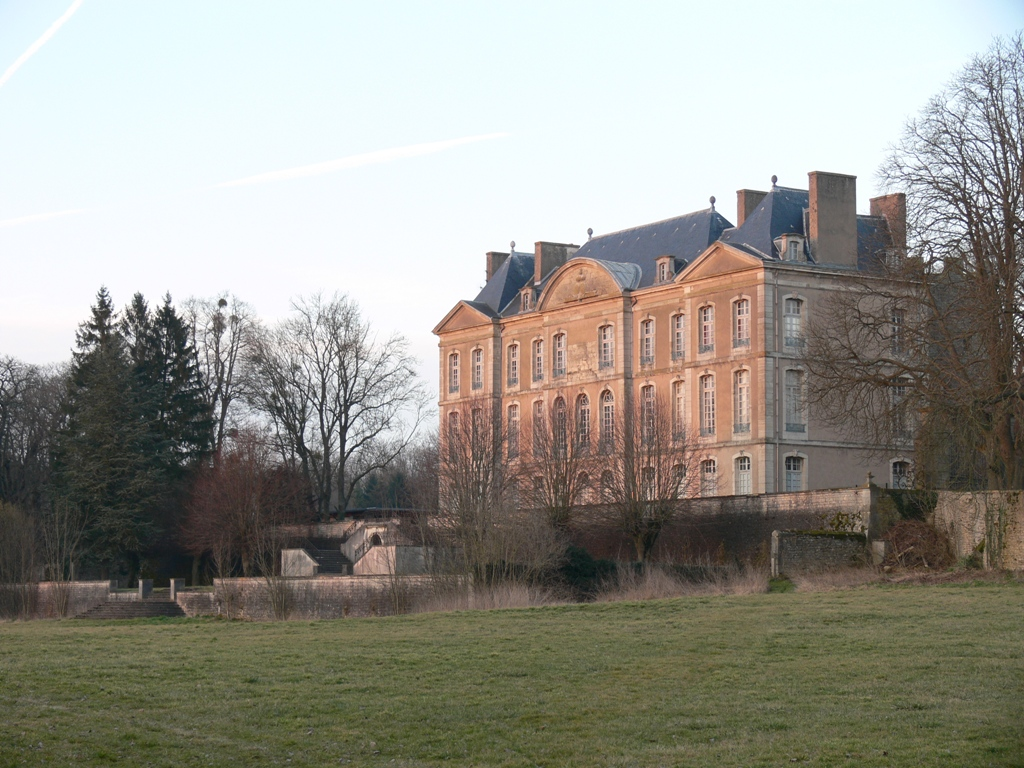
Шато Ольнуа, арх. Жермен Боффран
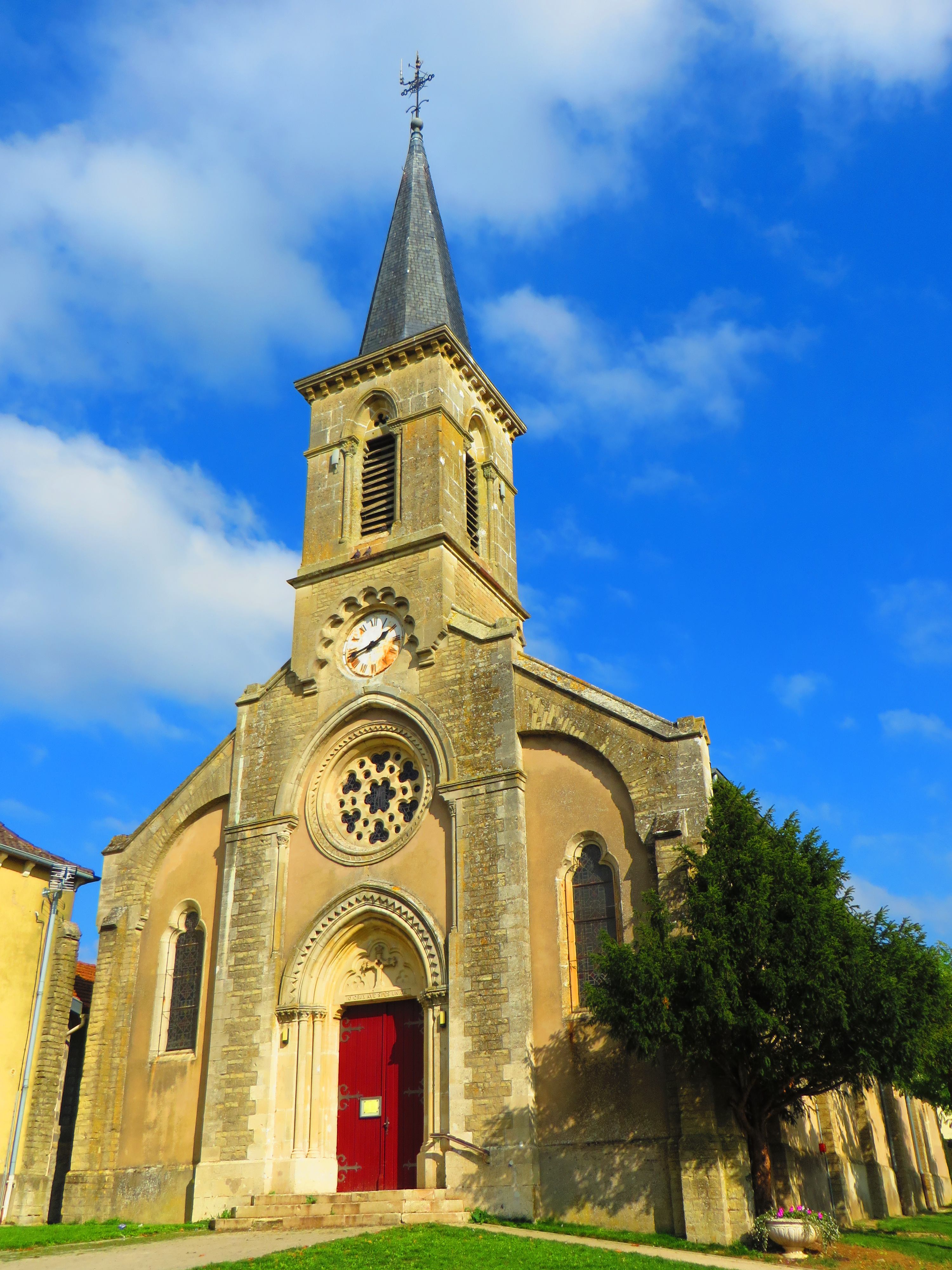
Церковь воздвиження креста